# Min egen Dreng
Min egen Dreng er en amerikansk stumfilm fra 1923 af William Beaudine.

## Medvirkende
- Ben Alexander som Bill Latimer
- Rockliffe Fellowes som Dr. Robert Mason
- Henry B. Walthall som William Latimer
- Irene Rich som Ruth Latimer
- Dot Farley som Mrs. Pettis
- Lawrence Licalzi som Junior Pettis